# Traité de Badajoz (1801)
Pour les articles homonymes, voir Traité de Badajoz.
Le traité de Badajoz est le traité qui met fin à la guerre des Oranges le 6 juin 1801.
Par ce traité, le Portugal doit:
- Fermer ses ports aux navires britanniques
- Autoriser l'importation de lainages français.
- Céder Olivence à l'Espagne [1]
- Déplacer, en faveur de la France, la frontière entre la Guyane française et le Brésil (fixée sur le fleuve Oyapock depuis 1713) vers le sud jusqu'au fleuve Araguari [2].
- Payer une indemnité de 20 millions de francs.

Cependant, Napoléon refuse de ratifier le traité, affirmant que Lucien Bonaparte qui l'a signé et son ministre des Affaires étrangères, Talleyrand, qui a accepté les termes avaient tous deux été soudoyés par les Portugais .
Une version modifiée est adoptée en septembre 1801, connue sous le nom de Traité de Madrid.
Pour minimiser l'impact de l'interdiction d'utiliser les ports portugais, une force britannique occupe en juillet l'île de Madère ; elle est utilisée par la Royal Navy pour rassembler des convois de navires marchands qui sont ensuite escortés dans les ports britanniques .
Le Portugal reste neutre jusqu'à ce que l'Espagne et la France signent le Traité de Fontainebleau en 1807 prévoyant la division du pays entre elles. Le Traité de Badajoz contenant une clause stipulant que toute violation de ses termes le rendait nul; le Portugal déclare que le traité de Fontainebleau constitue une telle violation et annule l'accord. C'est l'une des raisons pour lesquelles le Portugal conteste la souveraineté espagnole sur Olivence, l'autre étant que son occupation contrevient au Traité de Vienne .
En 2003, José Ribeiro e Castro, un député européen portugais, soulève la question auprès du Conseil de l'Europe, mais même si le problème reste d'actualité, il ne perturbe pas les relations entre les deux pays. En 2008, Olivence et plusieurs autres villes portugaises et espagnoles sont devenues partie intégrante de l'Eurorégion de l'Extrême-Alentejo .